# Pellescritta

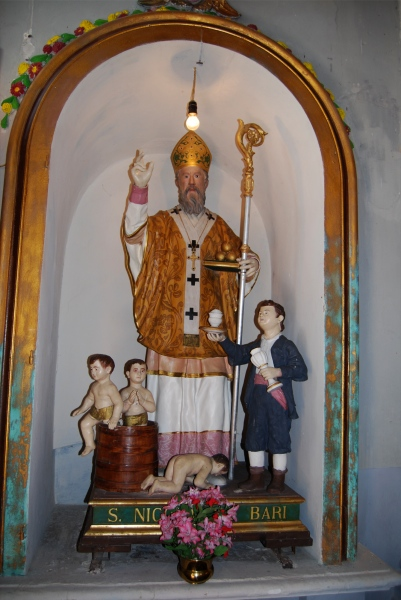
La statua di San Nicola all'interno della Chiesa principale del Paese

Pellescritta è una frazione di Montereale.
La frazione di Pellescritta dista circa 8 km dal medesimo comune a cui essa appartiene.

## Storia
La tradizione narra che fu fondata da un nobile Machilonese in seguito alla distruzione del castello di Machilone nel 1299. Il nome così particolare del paese deriverebbe dall'autorizzazione, rilasciata dal re Ladislao, a dar vita ad un nuovo insediamento abitativo, redatto su pelle (pergamena), e la fondazione dovrebbe risalire al 1400.
La parrocchia di Pellescritta è intitolata a San Nicola, all'interno di questa si trova l'altare della Madonna di Loreto, che solitamente veniva festeggiata l'8 settembre.
Negli ultimi anni, però, la festa viene effettuata intorno alle ultime due settimane di agosto in quanto il paese può contare su un numero maggiore di abitanti, infatti nel periodo invernale possono contarsi meno di trenta abitanti, ma d'estate il paese prende magicamente vita ospitando tantissimi giovani e famiglie.

## Geografia fisica
Il paese si trova in una piccola conca fra due montagne, a ridosso della Strada Provinciale 105 del Monte Cabbia. Le frazioni limitrofe sono: Marana (2 km), Cesaproba (3 km), Ville di Fano (4 km).
Nelle vicinanze di Pellescritta, a sud-ovest del colle delle Pianelle, si trova il punto più basso dello spartiacque (975 m s.l.m. circa) dell'intero Appennino abruzzese: esso rappresenta, più in generale, il valico di quota più bassa di tutta la porzione dell'Appennino centrale in cui sono compresi i massicci più alti (tra il valico delle Fornaci, che precede i monti Sibillini, e Pratola (frazione di San Biagio Saracinisco, sulla SR 627) a Sud delle Mainarde).